# Henrik Castegren
Henrik Castegren (sinh ngày 28 tháng 3 năm 1996) là một cầu thủ bóng đá người Thụy Điển thi đấu cho IFK Norrköping.